# Nageshwari
Nageshwari (en bengali : নাগেশ্বরী) est une upazila du Bangladesh dans le district de Kurigram. En 1991, on y dénombrait 279 775 habitants.